# Luc-François Lalande
Pour les articles homonymes, voir Lalande.
Luc-François Lalande, né le 10 janvier 1732 à Saint-Lô, mort le 27 février 1805 à Paris, est un ecclésiastique et homme politique français, d'abord prêtre de la congrégation de l'Oratoire, puis évêque constitutionnel de la Meurthe et député à la Convention et au Conseil des Cinq-Cents.

## Biographie
Entré à l'Oratoire très jeune (vers 1750), il fut régent des humanités au collège de Juilly, puis enseigna dans les années 1760 au collège de la congrégation à Lyon (où il fit la connaissance de Jacques-André Émery, qui professait alors au séminaire Saint-Irénée de la compagnie de Saint-Sulpice). Il fut nommé ensuite professeur de théologie au collège de Montmorency, où il demeura près de quinze ans, jusqu'au début de la Révolution. Il y enseignait l'hébreu, et publia en 1781 une quatrième édition, abrégée et améliorée, de la Grammaire hébraïque de François Masclef.
Connu pour ses idées gallicanes, il accueille avec enthousiasme (comme beaucoup d'autres oratoriens) les changements révolutionnaires. Résidant à l'Oratoire de la rue Saint-Honoré, il devient conseiller du Comité ecclésiastique nommé par l'Assemblée constituante pour préparer la Constitution civile du clergé, et particulièrement d'Armand-Gaston Camus. La Constitution civile, votée le 12 juillet 1790, lui apparaît comme un retour aux sources du christianisme primitif, où les évêques et les prêtres étaient choisis par les fidèles. En janvier 1791 (en réaction à l'Exposition des principes signée le 30 octobre 1790 par trente évêques opposants), il publie une Apologie des décrets de l'Assemblée nationale sur la constitution civile du clergé, ou Lettres à M. le curé de..., qui suscite une violente polémique (notamment avec l'abbé Jabineau) et le fait connaître. Jean-Baptiste Gobel, évêque constitutionnel de Paris (sacré le 27 mars 1791) le nomme vicaire épiscopal, mais le 8 mai il est élu lui-même évêque de la Meurthe, charge vacante du fait de l'émigration d'Anne Louis Henri de La Fare (et de la défection du chanoine Chatelin, de la collégiale Saint-Gengoult de Toul, élu le 15 mars, démissionnaire le 17 avril sans avoir été sacré). Acceptant après beaucoup d'hésitations, il est sacré le 29 mai à Paris par Gobel assisté de Saurine et Grégoire, et fait son entrée à Nancy le 3 juin.
Son épiscopat est marqué par des polémiques avec le clergé du département en majorité réfractaire et fidèle au pape et à Anne Louis Henri de La Fare. Soutenu par la Société des Amis de la Constitution de Nancy et par les autorités constituées, il finit cependant par jeter l'éponge, regagne Paris le 16 novembre, et le 16 décembre adresse sa démission au procureur général-syndic de la Meurthe. Mais il se laisse convaincre de la reprendre et regagne Nancy. Il est aussi président du conseil général du département.
Ayant gagné l'estime des républicains, il est élu député de la Meurthe à la Convention le 5 septembre 1792. Il fait partie des modérés : le 15 janvier 1793, il refuse de se prononcer sur la culpabilité de Louis XVI, vote l'appel au peuple, le 16 il demande la réclusion, puis le bannissement, le 19 le sursis. Le 17 brumaire an II (7 novembre 1793), il adresse à la Convention, avec son anneau et sa croix pectorale, une lettre de démission de ses fonctions d'évêque avec ces mots : « J'abdique pour toujours les fonctions du ministère ecclésiastique, et je ne veux plus que propager les dogmes éternels de la nature et de la raison ».
Aux élections de vendémiaire an IV (octobre 1795), il est élu au Conseil des Cinq-Cents par le département de l'Eure. Il en fait partie jusqu'au 1er prairial an VI (20 mai 1798), date à laquelle le Directoire le nomme archiviste du département de la police.
En 1801, sa vieille connaissance Jacques-André Émery l'engage à adresser une lettre de soumission au pape. Réconcilié avec l'Église, il meurt quatre ans plus tard, accablé d'infirmités, veillé par le Père Émery.

## Le théologien, le philologue, l'écrivain
En tant que prêtre de la congrégation de l'Oratoire, Lalande a notamment enseigné la théologie et l'hébreu ; à ce titre, on lui doit la 4e édition, assez remarquable de la Grammaire hébraïque de François Masclef, parue en 1781. Il a procuré, sous forme épistolaire, une Apologie des décrets de l’Assemblée nationale ayant trait à la constitution civile du clergé. Il a également publié des lettres pastorales, ainsi que des ouvrages de controverse à l’encontre des quatre évêques qu'il avait dépossédés de leurs attributions, œuvres que la critique contemporaine s'accorde à considérer comme éloquents et solides, Lalande restant réputé comme écrivain et comme philologue.

## Publications
- Grammatica hebraica Francisci Masclefii punctis massoreticis libera. Quarta editio præcedentibus brevior et emendatior, Paris, chez B. Morin, 1781.
- Apologie des décrets de l'Assemblée nationale sur la constitution civile du clergé, ou Lettres à M. le curé de..., Paris, Frouillé, 1791.
- Supplément à l'apologie des décrets, ou Lettre à l'abbé Jabineau, Paris, Frouillé, 1791.
- Lettre pastorale de M. l'évêque du département de la Meurthe (Nancy) dans laquelle il prouve, d'après les auteurs ecclésiastiques, que l'Assemblée nationale, dans la constitution civile du clergé, n'a rien fait qui ne soit de son ressort et de sa compétence, Paris, Leclerc, 1791.

### Dictionnaires biographiques et encyclopédies spécialisées de référence
- « Luc-François Lalande », dans Adolphe Robert et Gaston Cougny, Dictionnaire des parlementaires français, Edgar Bourloton, 1889-1891 [détail de l’édition]
- « Luc-François Lalande », dans Antoine-Joseph Raup de Baptestin de Moulières, Petite biographie conventionnelle, ou tableau moral et raisonné des 749 députés qui composaient l'assemblée dite de la Convention, Paris, A. Eymery, 1816, 310 p.
- « Luc-François Lalande », dans Paul Pisani, Répertoire biographique de l'épiscopat constitutionnel (1791-1802), Paris, A. Picard et fils, 1907, 476 p.
- « Luc-François Lalande », dans Jean Michel Alfred Vacant et E. Mangenot, Dictionnaire de Théologie Catholique, Paris, Letouzey et Ané, 1902-1950 (lire en ligne)
- « Luc-François Lalande », dans Cardinal Georges Grente, Dictionnaire des lettres françaises, vol. 4 : Le XVIIIe siècle, Paris, Fayard, 1372 p. (ISBN 9782213595436), p. 673

### Essais et ouvrages historiques
- Michel-Joseph P. Picot, Mémoires pour servir à l'histoire ecclésiastique pendant le dix-huitième siècle, Paris, Le Clere, 1854
- Charles-Aimé Constantin, L'évêché du département de la Meurthe de 1791 à 1802 : Du serment constitutionnel au Concordat, Nancy, Humblot, 1935